# Martin Elbel
Martin Elbel (* 16. prosince 1971 Opava) je český historik specializující se na dějiny raného novověku, konfesijní kultury a náboženský život v českých zemích. Působí na Univerzitě Palackého v Olomouci, kde vyučuje na Katedře historie Filozofické fakulty.

## Odborné působení
Martin Elbel absolvoval historii na Univerzitě Palackého v Olomouci, kde rovněž získal titul Ph.D. V roce 1998 se zapojil do mezinárodního výměnného programu Nebraska Semester Abroad, který umožňuje studentům z USA studium v Olomouci. Od roku 1999 vyučuje raný novověk, v letech 2007–2016 působil jako koordinátor magisterského programu Euroculture.
V roce 2022 mu spolu s kolegou Janem Stejskalem udělila University of Nebraska at Kearney čestný doktorát (Doctor honoris causa) za dlouholetou spolupráci a rozvoj akademických výměn mezi Českou republikou a Spojenými státy.

## Výzkum
Ve své badatelské činnosti se zaměřuje zejména na františkánské řády, konfesionalizaci a vizuální kulturu raného novověku. Spolu s Janem Stejskalem a dalšími autory je spoluautorem monografie The Transformation of Confessional Cultures in a Central European City: Olomouc, 1400–1750 (2015).[zdroj⁠?!]